# Cattedrale di San Giovanni Nepomuceno
La cattedrale di San Giovanni Nepomuceno (in croato: Katedrala Svetog Ivana Nepomuka; in sloveno: Stolnica Svetega Janeza Nepomuka; in ungherese: Nepomuki Szent Jánosszékesegyház) è sede della diocesi di Zrenjanin e si trova nella piazza principale della città di Zrenjanin, in Serbia, Piazza della Libertà.

## Storia
Per tutta la durata del dominio ottomano (1552-1718) nell'area in cui oggi sorge la cattedrale sorgeva una moschea, rasa al suolo dagli austriaci in seguito al ritiro turco dalla città e dal Banato. Venne costruita nel 1768 una prima cattedrale in stile barocco Nel corso del secolo successivo, l'edificio si deteriorò notevolmente e le autorità decisero di costruire una nuova cattedrale, l'attuale, iniziata nel 1864 su progetto di Stevan Đorđević e i cui lavori si protrassero per quattro anni.

## Descrizione
La nuova cattedrale di Zrenjanin è stata realizzata in stile neoclassico. L'interno è stato decorato dal tirolese Josef Goigner, mentre l'organo a canne è stato realizzato a Timișoara, nel 1907. Le finestre sono decorate con vetrate.